# 临夏县
临夏县是中华人民共和国甘肃省临夏回族自治州西部下辖的一个县。

## 历史沿革
秦朝设陇西郡后，灭罕羌侯，设枹罕县，县治在罕羌侯邑（今双城）。元世祖至元八年（1271年）元朝建立，在陕西行省下置河州路，领定羌、宁河、安乡三县，均隶属于中央宣政院吐蕃等处宣慰使司都元帅府。明朝洪武四年（1371年）正月，置河州卫，为军政一体制，属西安都卫；洪武六年（1373年）正月置河州府，属陕西行省。
民国二年（1913年），兰州府废，河州改名为导河县，属兰山道，县治在今临夏市郊城关镇；民国十七年（1928年）三月，导河县更名临夏县，并从导河县析出宁河（今和政）、宁定（今广河）、永靖三县。

## 行政区划
临夏县下辖9个镇、14个乡、2个民族乡：
韩集镇、土桥镇、马集镇、莲花镇、新集镇、尹集镇、刁祁镇、北塬镇、黄泥湾镇、营滩乡、掌子沟乡、麻尼寺沟乡、漠泥沟乡、漫路乡、榆林乡、井沟东乡族乡、坡头乡、桥寺乡、先锋乡、河西乡、安家坡东乡族乡、南塬乡、红台乡、路盘乡和民主乡。